# Il grande elenco telefonico della Terra e pianeti limitrofi (Giove escluso)
Il grande elenco telefonico della Terra e pianeti limitrofi (Giove escluso) è un romanzo fantascientifico satirico del 2010 di Gianluca Neri, giornalista e blogger italiano.
Il libro si sviluppa tutto in una telefonata fra un umano, chiamato Last Chance, nel 2010 e un alieno nel 2053. Usando la scusa di dover spiegare all'alieno come funziona il mondo attuale, l'autore smonta pezzo per pezzo l'ipocrisia e le incoerenze del genere umano.